# Árneshreppur
Árneshreppur és un municipi d'Islàndia, a la regió de Vestfirðir. Té una extensió de 705,4 km² i una població de 60 habitants l'1 de gener de 2025. el que el converteix en el municipi menys habitat d'Islàndia.
Les principals poblacions del municipi són Djúpavík,  Norðurfjörður i Krossnes, mentre que Gjögur, que va ser en el seu moment un important port pesquer actualment es troba abandonat.
El municipi només està comunicat per terra amb la carretera 643, que el connecta amb la ciutat de Hólmavík. Aquesta carretera de 92 quilòmetres de llargada, que en la seva major part no està asfaltada, no té manteniment entre l'1 de gener i el 31 de març i, per tant, és intransitable durant aquest període. Això fa que Árnes sigui l'únic municipi d'Islàndia al qual no es pot accedir per carretera durant tot l'any i fa que l'aeròdrom de Gjögur i el port de Bergistangi siguin necessaris per al subministrament durant l'hivern.

## Galeria

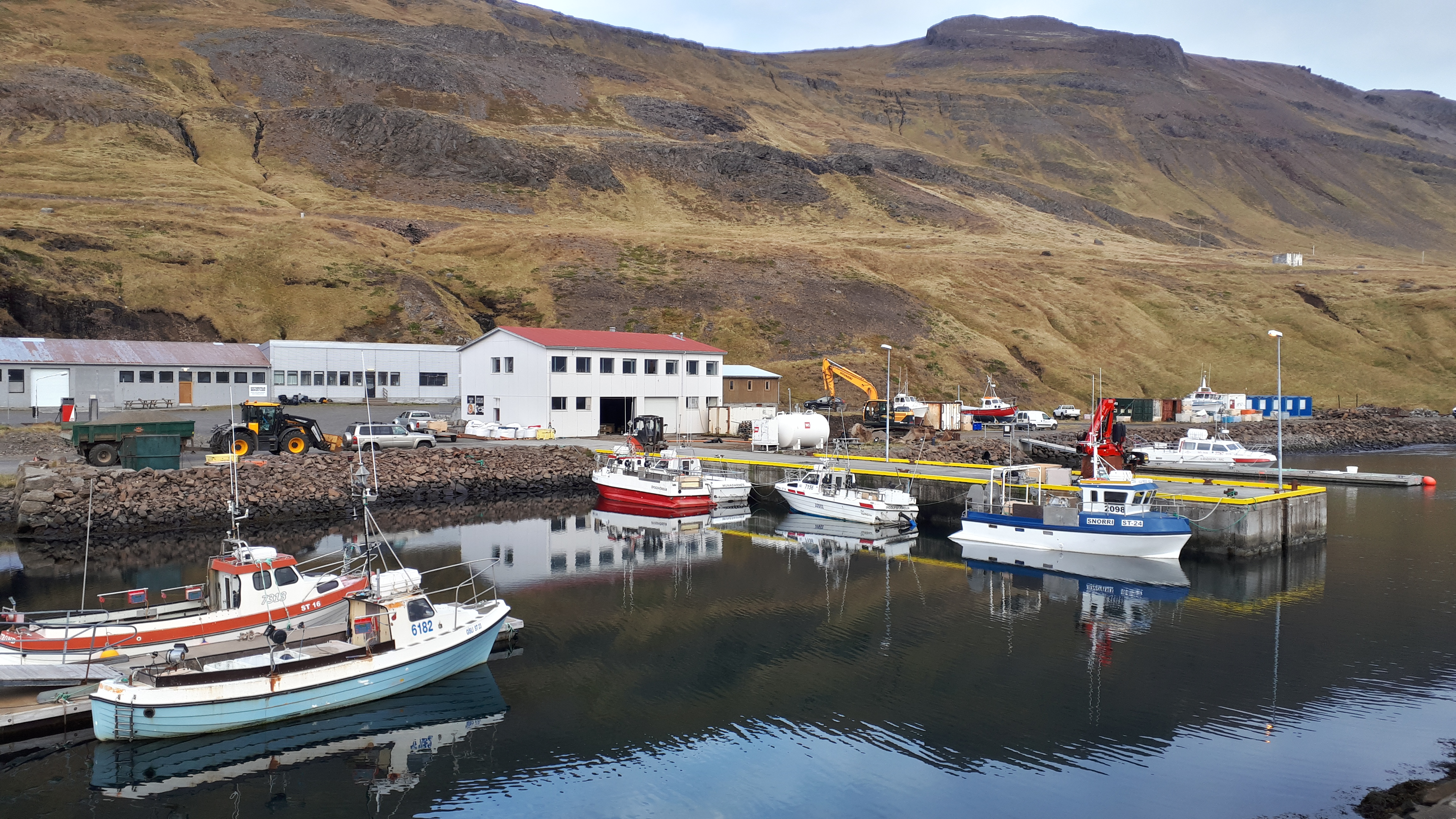
Port de Bergistangi.
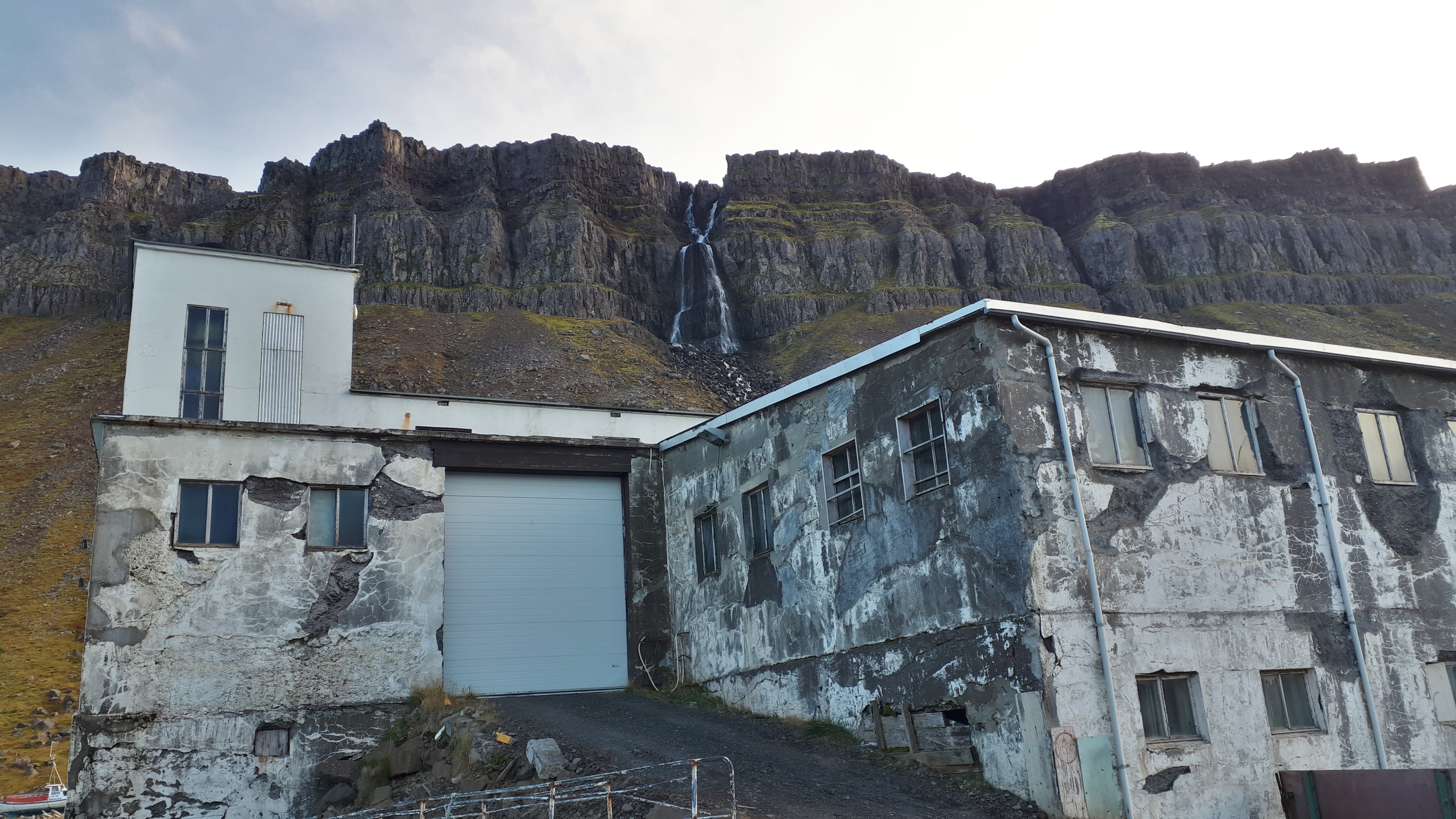
L'antiga factoria de peix de Djúpavík.